# Pluto som gårdvar
Pluto som gårdvar (engelska: Puss Cafe) är en amerikansk animerad kortfilm med Pluto från 1950.

## Handling
På en bakgård ligger hunden Pluto på vakt och sover för att se till att det inte händer något, då det på bakgården finns ett fågelbo, en fiskdamm och ett par flaskor mjölk som hade kunnat locka fram katter. Mycket riktigt upptäcker två katter vid namn Richard och Milton alla saker som finns och vill mycket gärna vill komma åt dem.

## Om filmen
Filmen hade svensk premiär den 26 november 1950 på Sture-Teatern i Stockholm och ingick i kortfilmsprogrammet Kalle Ankas bravader tillsammans med sju kortfilmer till; Kalle Anka som jultomte, Musse Piggs kelgris, Konståkning på trissor (ej Disney), Kalle Anka på honungsskörd, Pluto akrobat, Kalle Anka på camping och Kalle Anka på friarstråt.

## Rollista
- James MacDonald – Pluto, katterna[7]